# Mixomelia erythropoda
Mixomelia erythropoda là một loài bướm đêm trong họ Noctuidae.